# Métrolinie 11 (Paris)
| Karte |                      |                                    |                                    |
| Streckenlänge: | 11,7 km              |                                    |                                    |
| Spurweite: | 1435 mm (Normalspur) |                                    |                                    |
| |                      |                                    |                                    |
| Eröffnung: | 1935                 |                                    |                                    |
| Fahrgäste (täglich): | 132.000              |                                    |                                    |
| Stationen: | 19                   |                                    |                                    |
| \| \| \| Wende- und Abstellgleise \| \| \| \| \| Châtelet \| \| \| \| \| Abstellgleise \| \| \| \| \| Hôtel de Ville \| \| \| \| \| Rambuteau \| \| \| \| \| Verbindungsgleis zur Linie 3 \| \| \| \| \| Arts et Métiers \| \| \| \| \| République \| \| \| \| \| Goncourt \| \| \| \| \| Belleville \| \| \| \| \| Pyrénées \| \| \| \| \| Petite Ceinture \| \| \| \| \| Jourdain \| \| \| \| \| Place des Fêtes \| \| \| \| \| Télégraphe \| \| \| \| \| Porte des Lilas \| \| \| \| \| Wende- und Abstellgleise \| \| \| \| \| Mairie des Lilas \| \| \| \| \| ehemaliger Betriebshof Les Lilas \| \| \| \| \| Serge Gainsbourg \| \| \| \| \| Romainville – Carnot \| \| \| \| \| Montreuil – Hôpital \| \| \| \| \| La Dhuys \| \| \| \| \| \| \| \| \| \| Coteaux Beauclair \| \| \| \| \| \| \| \| \| \| Rosny-Bois-Perrier \| \| \| \| \| Betriebshof Rosny \| \| \| \| \| Villemomble (sine die) \| \| \| \| \| Neuilly – Les Fauvettes (sine die) \| \| \| \| \| Neuilly – Hôpitaux (sine die) \| \| \| \| \| Noisy – Champs (sine die) \| \| |                      |                                    |                                    |
| U-Bahn-Betriebsstelle Streckenanfang (im Tunnel) |                      | Wende- und Abstellgleise           | Wende- und Abstellgleise           |
| U-Bahn-Bahnhof (im Tunnel) |                      | Châtelet                           | Châtelet                           |
| U-Bahn-Betriebsstelle Streckenanfang und quer (im Tunnel) · U-Bahn-Abzweig geradeaus und nach rechts (im Tunnel) |                      | Abstellgleise                      | Abstellgleise                      |
| U-Bahn-Bahnhof (im Tunnel) |                      | Hôtel de Ville                     | Hôtel de Ville                     |
| U-Bahn-Haltepunkt / Haltestelle (im Tunnel) |                      | Rambuteau                          | Rambuteau                          |
| U-Bahn-Abzweig geradeaus und nach rechts (im Tunnel) |                      | Verbindungsgleis zur Linie 3       | Verbindungsgleis zur Linie 3       |
| U-Bahn-Bahnhof (im Tunnel) |                      | Arts et Métiers                    | Arts et Métiers                    |
| U-Bahn-Bahnhof (im Tunnel) |                      | République                         | République                         |
| U-Bahn-Haltepunkt / Haltestelle (im Tunnel) |                      | Goncourt                           | Goncourt                           |
| U-Bahn-Bahnhof (im Tunnel) |                      | Belleville                         | Belleville                         |
| U-Bahn-Haltepunkt / Haltestelle (im Tunnel) |                      | Pyrénées                           | Pyrénées                           |
| U-Bahn-Kreuzung mit Tunnelstrecke (im Tunnel) |                      | Petite Ceinture                    | Petite Ceinture                    |
| U-Bahn-Haltepunkt / Haltestelle (im Tunnel) |                      | Jourdain                           | Jourdain                           |
| U-Bahn-Bahnhof (im Tunnel) |                      | Place des Fêtes                    | Place des Fêtes                    |
| U-Bahn-Haltepunkt / Haltestelle (im Tunnel) |                      | Télégraphe                         | Télégraphe                         |
| U-Bahn-Bahnhof (im Tunnel) |                      | Porte des Lilas                    | Porte des Lilas                    |
| U-Bahn-Blockstelle (im Tunnel) |                      | Wende- und Abstellgleise           | Wende- und Abstellgleise           |
| U-Bahn-Bahnhof (im Tunnel) |                      | Mairie des Lilas                   | Mairie des Lilas                   |
| U-Bahn-Betriebs-/Güterbahnhof Strecke ab hier außer Betrieb (im Tunnel) |                      | ehemaliger Betriebshof Les Lilas   | ehemaliger Betriebshof Les Lilas   |
| U-Bahn-Haltepunkt / Haltestelle (im Tunnel) |                      | Serge Gainsbourg                   | Serge Gainsbourg                   |
| U-Bahn-Haltepunkt / Haltestelle (im Tunnel) |                      | Romainville – Carnot               | Romainville – Carnot               |
| U-Bahn-Haltepunkt / Haltestelle (im Tunnel) |                      | Montreuil – Hôpital                | Montreuil – Hôpital                |
| U-Bahn-Haltepunkt / Haltestelle (im Tunnel) |                      | La Dhuys                           | La Dhuys                           |
| U-Bahn-Tunnelende |                      |                                    |                                    |
| U-Bahn-Haltepunkt / Haltestelle (im Tunnel) |                      | Coteaux Beauclair                  | Coteaux Beauclair                  |
| U-Bahn-Tunnelanfang |                      |                                    |                                    |
| U-Bahn-Bahnhof (im Tunnel) |                      | Rosny-Bois-Perrier                 | Rosny-Bois-Perrier                 |
| U-Bahn-Abzweig geradeaus und nach rechts (Strecke außer Betrieb) (im Tunnel) |                      | Betriebshof Rosny                  | Betriebshof Rosny                  |
| U-Bahn-Haltepunkt / Haltestelle (Strecke außer Betrieb) (im Tunnel) |                      | Villemomble (sine die)             | Villemomble (sine die)             |
| U-Bahn-Haltepunkt / Haltestelle (Strecke außer Betrieb) (im Tunnel) |                      | Neuilly – Les Fauvettes (sine die) | Neuilly – Les Fauvettes (sine die) |
| U-Bahn-Haltepunkt / Haltestelle (Strecke außer Betrieb) (im Tunnel) |                      | Neuilly – Hôpitaux (sine die)      | Neuilly – Hôpitaux (sine die)      |
| U-Bahn-Kopfbahnhof Streckenende (Strecke außer Betrieb) (im Tunnel) |                      | Noisy – Champs (sine die)          | Noisy – Champs (sine die)          |

Die Linie 11 der Pariser Métro verbindet die Stationen Châtelet im Stadtzentrum und Rosny-Bois-Perrier östlich von Paris. Von 1937 bis 2024 endete die Linie an der Station Mairie des Lilas bevor sie im Jahr 2024 in die östlichen inneren Vororte hinein verlängert wurde.

## Geschichte

### Baugeschichte
Am 29. Dezember 1922 begannen die Planungen. Es sollte ein Ersatz für die pannenanfällige kabelgezogene Straßenbahn des im Nordosten von Paris gelegenen Stadtteils Belleville geschaffen werden.
Baubeginn war September 1931, die Bauarbeiten gestalteten sich als äußerst schwierig, da vielbefahrene Straßen unterquert werden mussten ebenso wie auch diverse Wohnhäuser. Eröffnet wurde die Linie am 28. April 1935 zwischen Châtelet und Porte des Lilas, am 17. Februar 1937 wurde sie um eine Station bis Mairie des Lilas verlängert.
Da die Linie 11 nach allen anderen gebaut wurde, musste sie diese unterqueren – an der Station République sind es die vier Linien 3, 5, 8 und 9. Deshalb verläuft die Linie auch meist entsprechend tief unter der Erde. Sämtliche Stationen wurden von Anfang an mit Rolltreppen ausgestattet.

### Die Linie 11 im Zweiten Weltkrieg
Als Frankreich am 3. September 1939 Deutschland den Krieg erklärte, wurde neben anderen Linien auch die Linie 11 vollkommen geschlossen. Grund war die Einberufung vieler Mitarbeiter der Métro zum Militär. Der kurze Abschnitt von République bis Belleville wurde am 30. September 1939, der Rest der Linie erst am 6. Juli 1940 wieder eröffnet.
Ab dem 12. Mai 1944 wurde die Linie von der deutschen Wehrmacht beschlagnahmt. Die tief unter der Erde liegenden Stationen boten Schutz vor den Bombenangriffen der Alliierten, weshalb kriegswichtige Betriebe dorthin verlegt wurden. Die Befreiung des besetzten Paris erfolgte zwar bereits im August 1944, aber erst am 5. März 1945 konnte der Verkehr auf der Linie wieder aufgenommen werden, denn die Deutschen hatten einen Teil der Schienen abbauen lassen, um anderweitig Bahnlinien zu reparieren.

### Ideales Testfeld für Neuerungen

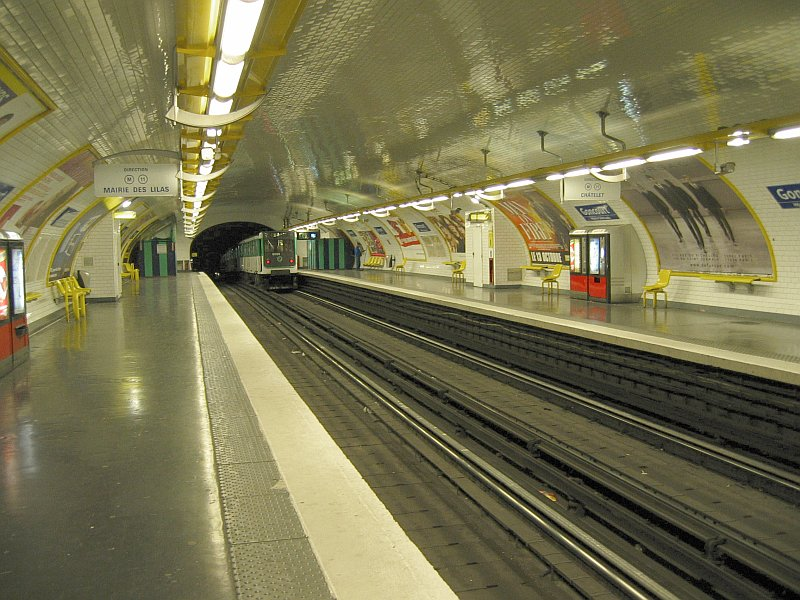
Bahnhof Goncourt der Linie 11

Verschiedene Gründe machten die Linie zu einem geeigneten Testfeld für Neuerungen. Die Strecke ist kurvenreich und weist steile Rampen mit bis zu 40 ‰ Steigung auf. Zudem ist die Linie nicht sehr lang und hat ein vergleichsweise geringes Fahrgastaufkommen, so dass Pannen oder Verzögerungen bei der Einführung neuer Techniken nicht so gravierend ins Gewicht fielen, wie dies bei den Hauptlinien der Fall gewesen wäre. Daher wurde die Linie 11 für die Einführung von gummibereiften Zügen auf einer öffentlichen Strecke vorgesehen. Beiderseits des Gleises wurden Fahrbalken aus dem Holz des tropischen Laubbaums Lophira alata (Azobé) angebracht, auf denen die Züge rollten. Am 13. November 1956 wurde der erste Zug der Baureihe MP 55 auf dieser Linie offiziell vorgestellt, fünf Tage später wurde der Betrieb aufgenommen. Im Jahr 1982 wurden die hölzernen Fahrbalken auf der Strecke durch stählerne Doppel-T-Träger, in den Stationen durch Laufbahnen aus Beton ersetzt.
Im Jahr 1967 wurde die Linie mit der zentralisierten Betriebsführung Poste de commande centralisé (PCC) ausgestattet. Im gleichen Jahr fanden dort die ersten Versuche mit der (halb-)automatischen Zugsteuerung Pilotage automatique statt, im Juni 1969 wurde der letzte Zug umgestellt. Dieser Modus macht den Fahrer nicht überflüssig: er gibt weiterhin den Befehl zum Schließen der Türen und für die Abfahrt des Zugs. Die Automatik sorgt dann für die Einhaltung der erlaubten Geschwindigkeiten und das Anhalten des Zugs im folgenden Bahnhof.

### Verlängerung von Mairie des Lilas bis Rosny-Bois-Perrier

Linie 11 mit der Verlängerung bis Rosny

Die am 13. Juni 2024 unter Verkehr gehende Verlängerungsstrecke bis Rosny-Bois-Perrier ist 5,4 km lang. Es entstanden 6 neue Haltestellen, die fünf Gemeinden an das Metronetz anschließen: Les Lilas, Noisy-le-Sec, Montreuil, Romainville sowie Rosny-sous-Bois. Außerdem entstehen Umstiegsmöglichkeiten zum RER E, später auch zur Straßenbahnlinie T1 und der Linie 15 des Grand Paris Express. Die Gleise führen über den Endbahnhof Rosny-sous-Bois hinaus in den neu errichteten Betriebshof. Die Planer rechnen mit ca. 18.000 Fahrgästen pro Tag zusätzlich.
Die Bauarbeiten sollten nach den ersten Planungen 2014 beginnen, die Baufertigstellung war zunächst für 2019 geplant. Aber bereits beim Baubeginn gab es Verzögerungen, denn er erfolgte erst 2015. Im Dezember 2014 genehmigte das STIF 60 Millionen Euro für die Planungen. Ebenfalls genehmigt wurden der Bau der Verlängerungsstrecke und die Anpassung der bestehenden Stationen mit einem Kostenaufwand in Höhe von 1,3 Milliarden Euro. Für die Züge wurden 140 bis 180 Millionen Euro veranschlagt. Bereits vor der Inbetriebnahme der Verlängerung erfolgte ein Fahrzeugwechsel: Die alten vierteiligen Garnituren des Typs MP59 wurden durch fünfteilige Züge vom Typ MP14 ersetzt (siehe Die Fahrzeuge und ihre Wartung). Damit können in Stoßzeiten die Züge mit 105 s Zeitabstand eingesetzt werden.
Spektakulärstes Bauwerk ist ein knapp 600 Meter langes Viadukt, welche eine Senke überspannt, um von einer Hochfläche auf eine andere zu kommen. Bei Bau eines Tunnels unter dieser Senke wäre die maximal zulässige Steigung überschritten worden. Etwa in der Mitte des Viadukts entstand die oberirdische Station Côteaux-Beauclair; die Bahnsteige befinden sich in etwa 8 m Höhe über der Talsohle. Außerdem wurden die meisten der bestehenden Bahnhöfe an die erwarteten höheren Fahrgastzahlen angepasst durch Einbau von Rolltreppen, Bau zusätzlicher Ein-/Ausgänge bzw. von Notausgängen.

## Die Fahrzeuge und ihre Wartung
Bis zur Umstellung auf Fahrzeuge mit Gummireifen wurde die Linie mit Zügen der Bauart Sprague Thomson betrieben. Die ersten gummibereiften Züge gehörten zur Baureihe MP 55, die siebzehn vorhandenen Vier-Wagen-Züge verkehrten ausschließlich auf der Linie 11. Ab 1997 wurden sie sukzessive durch modernisierte Züge des Typs MP 59 ersetzt, die von der Linie 4 abgezogen wurden. Der letzte MP 55-Zug verkehrte am 30. Januar 1999.
Für die Wartung der Züge und kleine Reparaturen steht der Betriebshof Atelier des Lilas am östlichen Ende der Strecke zur Verfügung. Er hat nur eine Fläche von 2000 m² und liegt vollständig unterirdisch. Seit 1995 gibt es einen Aufzug, der es ermöglicht, Drehgestelle nach unten zu bringen. Größere Reparaturen und Revisionen werden in der Hauptwerkstätte Ateliers de Fontenay für gummibereifte Fahrzeuge am östlichen Ende der Linie 1 durchgeführt.
2023 wurden die 23 vierteiligen MP 59-Züge der Linie 11, beginnend im Juni 2023, schrittweise abgelöst durch 39 Fünf-Wagen-Züge der Baureihe MP 14, die über eine größere Kapazität verfügen als die Vorgängerzüge. Abweichend von den auf den Linien 4 und 14 eingesetzten MP14-Varianten sind diese Züge mit Führerständen ausgestattet. Die Bahnsteige haben zwar die für den Betrieb mit fünfteiligen Zügen notwendige Länge, der Betriebshof Les Lilas ist dafür jedoch zu klein.

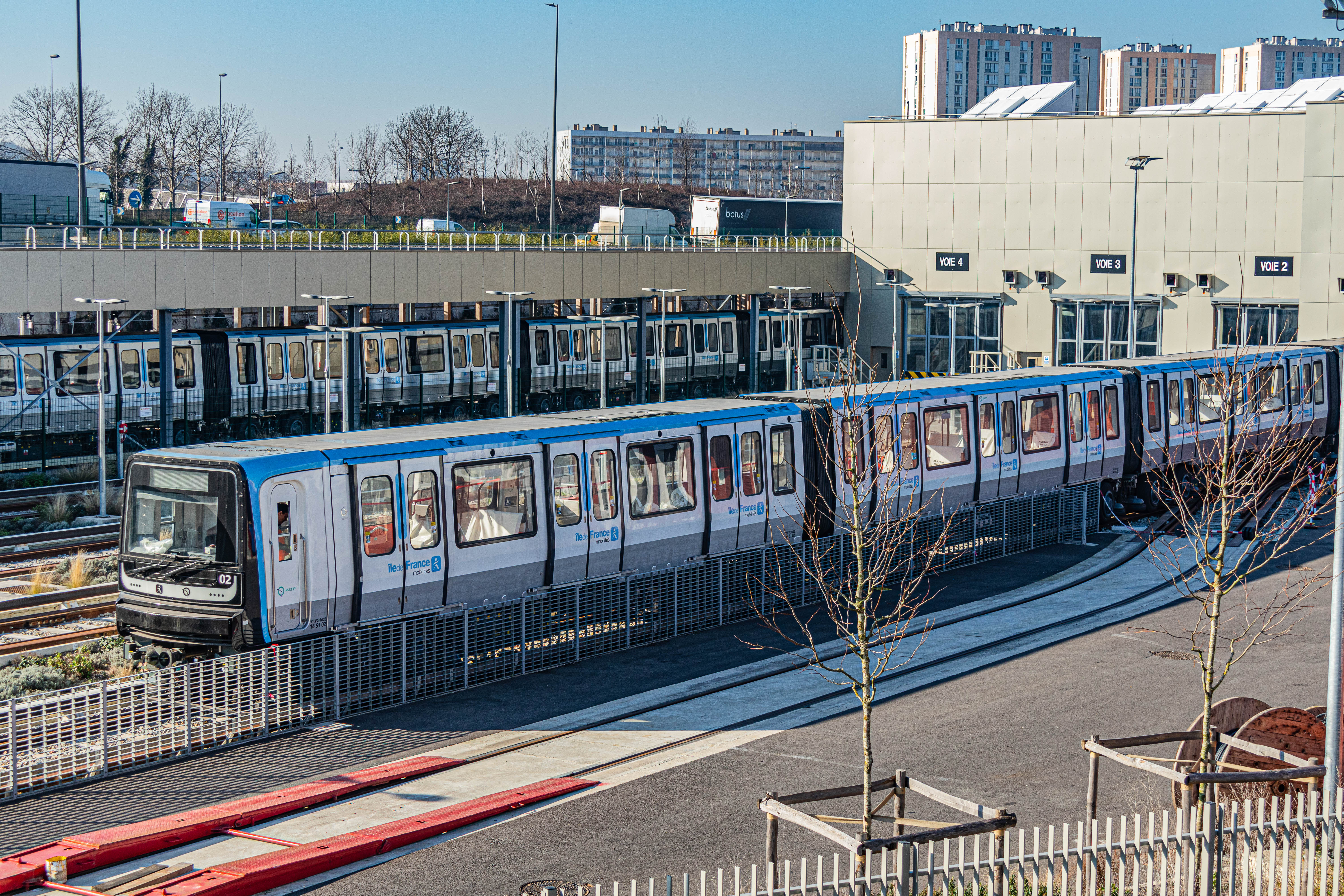
Zwei MP 14-Züge auf dem Freigelände des neuen Betriebshofes

Stationiert sind die MP 14 im neuen Betriebshof Rosny-sous-Bois. Bereits vor der offiziellen Inbetriebnahme der Streckenverlängerung nach Rosny-Bois-Perrier, konnte sie für einige Zeit für innerbetriebliche Zwecke bereits genutzt werden. Damit war auch der Betriebshof erreichbar. In der Einführungsperiode der MP 14 gingen pro Woche vier der neuen Züge in Betrieb und dafür wurden ältere Züge aus dem Verkehr genommen.

## Planungen

### Grand Paris Express

Linie 11: Hellbraun (dünn): bestehende Strecke und 1. Verlängerung; dunkelbraun (dick): 2. Verlängerung als Teil des Grand Paris Express-Systems

Im Rahmen der Planung des neuen fahrerlosen Metrosystems für den Großraum Paris, des Grand Paris Express, wurde eine Verlängerung der Linie nach Osten bis Noisy-Champs vorgesehen. Im Unterschied zu den anderen Linien des Grand Paris Express ist die Linie 11 zunächst nicht für den fahrerlosen Betrieb vorgesehen. Eine Umstellung zu einem späteren Zeitpunkt ist aber nicht ausgeschlossen. Die Verlängerung wurde in zwei Etappen aufgeteilt. Der erste, 5,7 Kilometer lange Abschnitt bis Rosny ging 2024 in Betrieb.

#### Verlängerung von Rosny-Bois-Perrier bis Noisy-Champs
Zunächst war diese Strecke als Teil der Ringlinie 15 des Paris Grand Express-Projekts vorgesehen. Nach den ersten Planungen sollte die von Norden kommende Linie 15 in Rosny-Bois-Perrier in zwei, nach Süden bzw. nach Südosten laufende Zweige, aufspalten. Später entschloss man sich, den Südost-Zweig als Verlängerung der Linie 11 zu betreiben. Auf der rund 10 km langen Strecken werden vier neue Stationen entstehen, sie liegen in den Gemeinden Villemomble, Neuilly-sur-Marne und Noisy-le-Grand.
Es entstehen Anschlüsse an den RER A und die neu zu bauenden Linien 15 und 16. Fertigstellung dieses Abschnitts war für 2025 vorgesehen. Aufgrund von Sparmaßnahmen entschloss man sich die Verlängerung nach Noisy-Champs auf unbestimmte Zeit zu verschieben.